# Acalypha insulana
Acalypha insulana är en törelväxtart som beskrevs av Johannes Müller Argoviensis. Acalypha insulana ingår i släktet akalyfor, och familjen törelväxter.

## Underarter
Arten delas in i följande underarter:
- A. i. anisodonta
- A. i. flavicans
- A. i. insulana